# بوچ کسیدی
رابرت لروی پارکر (به انگلیسی: Robert LeRoy Parker) معروف به بوچ کسیدی (به انگلیسی: Butch Cassidy) متولد بیور یوتا (۱۳ آوریل ۱۸۶۶ - ۳ نوامبر ۱۹۰۸)، دزد بدنام آمریکایی، سارق قطار، بانک و سردسته گروه جنایتکار غرب (به انگلیسی: Wild Bunch Gang) بود. وی بعد از چندین سال جمع‌آوری پول از کارهای تبهکارانه در آمریکا و به دلیل فشارهای ناشی از تحت تعقیب بودن به وِیژه به وسیله آژانس کارآگاهی پینکرتون، مجبور شد به همراه دوست و معاونش به نام هری آلونزو لانگاباو (به انگلیسی: Harry Alonzo Longabaugh) معروف به ساندنس کید (به انگلیسی: Sundance Kid) و دوست دختر وی اتا پِلیس (به انگلیسی: Etta Place) ابتدا به آرژانتین و سپس به بولیوی بگریزد. گفته می‌شود بوچ کسیدی و ساندنس طی یک درگیری و تیراندازی در نوامبر ۱۹۰۸ در بولیوی کشته شده‌اند.